# Hemisferios continental y oceánico
Los hemisferios continental y oceánico, a veces conocidos como Hemisferio de Tierra y Hemisferio de Agua, son los hemisferios de la Tierra que contienen las áreas totales más grandes posibles de tierra y mar respectivamente.
Las determinaciones de los hemisferios varían ligeramente. Una determinación sitúa el centro del hemisferio continental en 47°13′N 1°32′O / 47.217, -1.533, cerca de la ciudad francesa de Nantes. El centro del hemisferio oceánico es el punto antipodal del centro del hemisferio continental, y por lo tanto se encuentra en 47°13′S 178°28′E / -47.217, 178.467, cerca de las islas Bounty de Nueva Zelanda en el océano Pacífico.
El hemisferio continental tiene poco menos de siete octavos de tierra en la Tierra, incluyendo Europa, África, América del Norte, casi toda Asia y la mayor parte de América del Sur.
 
Sin embargo, incluso en el hemisferio continental, el área oceánica todavía excede ligeramente el área terrestre. El hemisferio continental es casi idéntico al hemisferio que contiene la mayor cantidad de población humana.
El hemisferio oceánico tiene sólo un octavo de la tierra del mundo, incluyendo Oceanía, el archipiélago malayo y el Cono Sur en Sudamérica. La mayor parte del océano Pacífico y el océano Índico están en el hemisferio oceánico. Proporcionalmente, el hemisferio oceánico es aproximadamente 89 % de agua, 6 % de tierra firme y 5 % de hielo polar.